# Мельнице-Подільський район
Мельнице-Подільський район — адміністративно-територіальна одиниця Української Радянської Соціалістичної Республіки, що існувала в 1940—1962 роках у складі Тернопільської області. Районний центр — селище міського типу Мельниця-Подільська, що лежало за 135 км від м. Тернопіль та 5 км від найближчої залізничної станції — Івано-Пусте. Площа території — 300 км² (станом на 1946 р.).

## Історія та адміністративний устрій
Станом на 1 вересня 1946 року площа території району складала 300 км²; до складу району входили 25 сільських рад (Бабинецька, Біловецька, Боришківська, Вільховецька, Вовковецька, Гермаківська, Горошівська, Дзвенигородська, Дзвиняцька, Заліська, Зеленівська, Івано-Пустенська, Кудринецька, Латковецька, Мельнице-Подільська, Михайлівська, Михалківська, Ниврянська, Новосілківська, Окопівська, Пановецька, Пилипченська, Трубчинська, Устівська, Худиківська), в підпорядкуванні котрих перебувало 34 населених пункти: 27 сіл та 7 хуторів.
У 1960 році адміністративний центр району, с. Мельниця-Подільська, віднесене до категорії селищ міського типу.
Ліквідований відповідно до указу Президії Верховної ради УРСР «Про укрупнення сільських районів Української РСР» від 30 грудня 1962 року; смт Мельниця-Подільська та сільські ради району включено до складу Борщівського району Тернопільської області.

## Населені пункти
Перелік населених пунктів району станом на 1946 рік: села Бабинці, Білівці, Боришківці, Вигода, Вільховець, Вовківці, Гермаківка, Горошеве, Дзвенигород, Дзвинячка, Залісся, Зелене, Івано-Пусте, Завалля, Кудринці, Латківці, Мельниця-Подільська, Михайлівка, Михалків, Нивра, Новосілка, Окопи, Панівці, Пилипче, Трубчин, Устя, Худиківці, хутори Борисівка, Давидів, Довгий Лан, Зелена, Кечурівка, Очерет та Юр'янівка.